# Chiesa di Santa Maria Assunta (Borgo di Terzo)
La chiesa prepositurale di Santa Maria Assunta è la parrocchiale di Borgo di Terzo, in provincia e diocesi di Bergamo; fa parte del vicariato di Borgo di Terzo-Casazza.

## Storia
La primitiva chiesa di Borgo, dedicata ai Santi Maria Vergine, Giovanni Battista e Antonio abate, fu consacrata il 15 agosto 1359 dal vescovo Lanfranco de Saliverti; contestualmente venne eretta a parrocchiale, affiancandosi così dalla pieve di Terzo.
 Dalla relazione della visita pastorale del 1575 dell'arcivescovo di Milano Carlo Borromeo s'apprende che la chiesa era complessa nella pieve foraniale di Mologno, che la parrocchia poteva contare su un reddito annuo di circa 200 lire e che i fedeli erano 400.
 La chiesa fu ampliata nel 1617.
 Negli atti relativi alla visita pastorale del 1659 del vescovo Gregorio Barbarigo si legge che la chiesa, in cui avevano sede le scuole del Santissimo Sacramento, del Rosario, della Dottrina cristiana, dei disciplini bianchi e dei disciplini verdi, faceva parte della vicaria di Mologno e che i parrocchiani erano 433.
 Nel 1665 la chiesa divenne a capo della vicaria di Borgo di Terzo, in cui confluirono le parrocchie di Borgo di Terzo, Berzo, Grone, Luzzana, Entratico, Terzo e Vigano.
 La parrocchiale venne ricostruita nel 1710 e consacrata dal vescovo Antonio Redetti il 9 ottobre 1735.
 Grazie agli atti inerenti alla visita del vescovo Giovanni Paolo Dolfin del 1780 si conosce che i fedeli erano 364 e che nella chiesa erano costituite le scuole del Rosario, della Dottrina cristiana, del Santissimo Sacramento e dell'Immacolata Concezione.
 Tra il 1853 ed il 1855 la chiesa venne ristrutturata e le fu conferito un aspetto neoclassico. Nel 1861 risultava che i parrocchiani erano 634.
 Nel 1906 fu rifatto il pavimento e tra il 1925 e il 1937 l'edificio subì un importante intervento di ripristino e rifacimento al quale si deve la sua attuale forma.
 Il 28 giugno 1971 la vicaria di Borgo di Terzo venne soppressa e la chiesa passò alla neo-costituita zona pastorale XVI, per poi essere aggregata il 27 maggio 1979 al vicariato di Borgo di Terzo-Casazza.
 Il 18 luglio 1986 la parrocchia di San Michele Arcangelo di Terzo fu soppressa ed inglobata in quella di Borgo di Terzo, che fu contestualmente ridenominata in Santi Maria Assunta e Michele Arcangelo.

## Descrizione
La facciata della chiesa è divisa in due ordini, entrambi tripartiti da quattro lesene con zoccolatura e terminanti con capitelli ionici che correggono la trabeazione e il timpano modanato. Il registro inferiore presenta, oltre al portale, due nicchie che ospitano statue raffiguranti i santi Antonio di Padova e Giovanni Battista, quello superiore è caratterizzato da una riforma e da due nicchie nelle quali si trovano delle statue dei santi Pietro e Paolo. 
L'interno è a navata unica con cappelle laterali. Il presbiterio a pianta rettangolare è chiuso dall'abside, anch'essa rettangolare.